# Давыдов, Борис Ильич
Борис Ильич Давыдов (1928, Нижний Новгород, СССР — 10 сентября 2018, Москва) — российский физиолог, один из ведущих специалистов в области радиобиологии ионизирующих и
неионизирующих излучений. Заслуженный деятель науки РФ, действительный член Международной академии наук Евразии, полковник медицинской службы в отставке, доктор медицинских наук, профессор.
Кавалер орденов «За службу Родине» III степени и Мужества, награжден 10 медалями, знаком «Отличнику здравоохранения СССР», а также почетными медалями им. Ю. А. Гагарина и С. П. Королева.
Действительный член Международной АН Евразии. Ветеран подразделений особого риска, участник международных встреч «Врачи Мира против ядерной войны».

## Биография
Профессор Б. И. Давыдов родился в Нижнем Новгороде в 1928 г. Профессиональную деятельность начал в 1952 г. службой в Московском военном округе после окончания Военно-медицинского факультета при Саратовском медицинском институте.
В 1954 г. становится научным сотрудником Атомного полигона в г. Курчатове Семипалатинской области, где участвует в медицинских программах испытаний ядерного оружия.
В 1960 г. получает назначение в Центральную радиологическую радиометрическую лабораторию при Центральном военно-медицинском управлении (ЦВМУ), где в должности врача-эксперта занимается медицинским инспектированием ядерных объектов Минобороны.
В 1961 г. его переводят в Государственный научно-исследовательский испытательный институт авиационной и космической медицины того же министерства. Здесь он активно включается в разработку средств и способов защиты экипажей авиационных и космических систем военного и гражданского назначения от ионизирующих излучений и в обеспечение радиационной безопасности первых космических полетов.
Среди проблем, над которыми интенсивно работал тогда Б. И. Давыдов с учениками, — изучение механизмов поражения и защиты головного мозга, разработка средств химической защиты организма человека от ионизирующих излучений. В результате совместных исследований с Московским химико-технологическим институтом (МХТИ) им. Д. И. Менделеева и Институтом биофизики Минздрава при непосредственном участии Б. И. Давыдова разработан, испытан и внедрен в практику здравоохранения радиозащитный препарат индралин, существенно повышающий устойчивость человека и животных к действию ионизирующей радиации. Научные разработки по фармакохимической и локальной защите от лучевого поражения, проведенные Б. И. Давыдовым и его сотрудниками, нашли свое практическое воплощение при обеспечении радиационной безопасности экипажей вертолетов, участвовавших в ликвидации последствий радиационной аварии на Чернобыльской АЭС. На основе анализа радиационно-экологических последствий этой аварии, с учетом сопровождавших
ее социально-экономических противоречий, им были предложены принципы и методология оценки радиационного риска при авариях на ядерных объектах. При этом Б. И. Давыдовым уделено большое внимание медико-биологическим и социально-психологическим аспектам возникающего риска и роли качества жизни в условиях действия факторов последствий таких аварий.
С 1970 г. в круг проблем, над которым работает Б. И. Давыдов, включают проблемы обеспечения электромагнитной безопасности. В 1975—1985 гг. им и его учениками предложена концепция нормирования неионизирующих излучений, приемлемая для военной медицины.
С 1995 по 2000 гг. проф. Б. И. Давыдов по совместительству возглавляет экологическую лабораторию в РАО «ЕЭС России», где работает над разрешением вопросов комплексной оценки экологической безопасности электросетевых объектов, включая вопросы экологии человека, эколого-географического мониторинга, экологической экспертизы, разработки экологически безопасных технологий и др.
Результатом более чем полувековой научной деятельности Б. И. Давыдова является публикация более 300 научных работ, среди которых 12 монографий, две главы в руководствах по радиационной медицине, главы в советско-американском
труде «Основы космической биологии и медицины» и в российско-американском труде «Космическая биология и медицина — перспективы развития». Б. И. Давыдов — соавтор монографии «Электропередачи сверхвысокого напряжения ЕЭС России» и главы в научно-публицистической монографии «Москва-Чернобылю».
Он — автор 10 изобретений и множества материалов, представлявшихся на научных конференциях внутри страны и на международных конгрессах (в Болгарии, Великобритании, Греции, Италии, Чехословакии, Швейцарии и Югославии). Под его руководством подготовлено 3 доктора и 10 кандидатов медицинских наук.
С 1970 по 2016 гг. проф. Б. И. Давыдов — бессменный член редколлегии журнала «Авиакосмическая и экологическая медицина», являлся научным редактором журнала «Космические исследования» и серии научных трудов «Проблемы космической биологии», входил в состав Проблемной и Межведомственной комиссии при Минздраве СССР по проблеме «Радиационная безопасность» (1974—1985 гг.)
Умер 10 сентября 2018 г. в Москве.
Похоронен на Митинском кладбище.

## Отличия
- Орден «За службу Родине III степени»
- «Орден Мужества»,

## Основные работы
Основные научные труды
- Очерки космической радиобиологии. — М.: Наука, 1968. 352 с. (в соавт.)
- О комбинированном действии различных факторов полета. — В кн.: Основы космической биологии и медицины. — М.: Наука, 1975. — Т. II, Кн. 2, гл. 17. — С. 267—243. (в соавт.)
- Биологическое действие электромагнитных излучений микроволнового диапазона. — М.: Наука, 1980. — 221 с. (в соавт.)
- Биологическое действие, нормирование и защита от электромагнитных излучений. — М.: Энергоатомиздат, 1984. — 176 с. (в соавт.)
- Ионизирующие излучения и мозг: поведенческие и структурно-функциональные паттерны. — М.: Наука, 1987. — 336 с. (в соавт.)
- Действие факторов космического полета на центральную нервную систему: структурно-функциональные аспекты радиомодифицирующего влияния. Л.: Наука, 1989. — 328 с. (в соавт.)
- Радиационное поражение головного мозга. — М.: Энергоатомиздат, 1991. — 240 с. (в соавт.)
- Радиация, человек и окружающая среда (факты и аргументы). — М.: ИздАт, 1993. — 89 с.
- Индралин — радиопротектор экстренного действия. Противолучевые свойства. Фармакология, механизм действия, клиника. М.: МЗ РФ, 1994. −436 с.
- Человек в небе Чернобыля: Летчик и радиационная авария. — Ростов н/Д.: Изд-во Рост. Ун-та, 1994. — 198 с. (в соавт.)
- Ядерный и радиационный риск: человек, общество и окружающая среда . — М.- СПб.: Фолиант, 2005. — 234 с. (в соавт.)
- Авиакосмическая радиобиология: основные итоги, люди, события. — М.-Воронеж: «Истоки», 2007. — 164 с.
- Космическая радиобиология за 55 лет (к 55-летию ГНЦ РФ — ИМБП РАН). М.:Экономика. — 2013. — 303 с. (в соавт.)